# Manuel Altamirano
Manuel Altamirano  (José Manuel Altamirano Mier o José Manuel Mier y Altamirano) (Santiago de Querétaro, 20 de mayo de 1785 - Santiago de Querétaro, 20 de mayo de 1865) fue un médico y botánico mexicano que ejerció durante la primera mitad del siglo XIX. Colectó un extenso herbario con plantas de Querétaro, San Luis Potosí y el Valle de México y realizó la descripción taxonómica de un gran número de plantas mexicanas.

## Biografía
Nació en la ciudad de Santiago de Querétaro el 20 de mayo de 1785, donde fue bautizado dos días después.   Sus padres fueron José Manuel Altamirano e Ignacia Ortiz de Zárate (quien aparece en algunos documentos como Ignacia Romo y en otros como Ignacia Ferrusca).  Estudió en la Ciudad de México, donde fue alumno del famoso botánico Vicente Cervantes, director del Jardín Botánico de esa ciudad, todavía dentro del Virreinato de la Nueva España.
Llegó a San Luis Potosí entre 1810 y 1811, para sustituir como médico de esa plaza al doctor Anastasio Bustamante, cuando este último partió con el ejército realista junto con el brigadier Félix María Calleja del Rey.  Allí además de médico, trabajo como maestro de latín. El 10 de abril de 1814, Manuel Altamirano contrajo matrimonio con Isabel Téllez González, hija de Don Antonio Téllez, miembro de la Conspiración de Querétaro. De este matrimonio, Altamirano tuvo varios hijos, entre ellos a Manuel, Jacinta, Ignacia, Petra, Austacio y María Guadalupe. Las simpatías de Altamirano, y de su familia, con el movimiento de Independencia le ocasionaron problemas, por lo que partió a los Estados Unidos, donde realizó más estudios de medicina y aprendió el arte de la taquigrafía. De vuelta en México, fue llamado para servir como taquígrafo en el Primer Congreso Constituyente de México en 1822. Dos años después, en octubre de 1824, fue electo como diputado suplente, por Querétaro, para el Primer Congreso Constitucional de México, para los años de 1825  y 1826. Por ello, a la muerte del diputado propietario Francisco Olvera, ocurrida el 29 de enero de 1825, Altamirano tomó su lugar, al aprovechar que ya trabajaba en el congreso, y el 7 de febrero de 1825, hizo juramento y tomó su asiento respectivo como diputado federal para esa legislatura. Al terminar su periodo como legislador, Altamirano continuó como taquígrafo del congreso hasta 1835.
Posteriormente, trabajó como médico y maestro de latín en la Ciudad de México y en la ciudad de Santiago de Querétaro. Debido a la muerte de su primera esposa, contrajo matrimonio con María Alta Gracia Noriega Maroto, y posteriormente, por los mismos motivos, con Josefa Rita Sotero Aguirre,  con Loreto Borja Bocanegra, y con Jacoba Anaya.  Entre sus nietos estuvieron dos médicos y botánicos de renombre como Fernando Altamirano Carbajal y Manuel Urbina y Altamirano.  Falleció a los ochenta años de edad el 20 de mayo de 1865, en Santiago de Querétaro .

## Contribuciones científicas
Entre sus escritos de botánica médica se tienen: 1) “Cartilla Botánica”, con la descripción taxonómica y nombres indígenas de muchas especies comunes de México, 2) “Algunas Nociones de Botánica”, con definiciones en verso y explicaciones en prosa al estilo de la Gramática Latina del padre Juan Luis de la Cerda, y 3) su “Disertación acerca de los Hongos”, publicada en 1839 en el periódico de la “Academia de Medicina de Mégico”, en la que se distinguían hongos comestibles de los venenosos. Además, algunas de sus descripciones fueron insertadas en la revista “Registro Trimestre” por Don Pablo de La Llave. Realizó además la connotación científica de una gran cantidad de plantas descritas por Francisco Hernández de Toledo durante el siglo XVI y colaboró con naturalistas internacionales como Christian Julius Wilhelm Schiede, quien le dedicó una especie con el nombre de Ternstroemia altamirania (también Ternstronia altamirania), vulgarmente conocida como yerba del cura.

## Honores

### Epónimo
Especies
- Ternstroemia altamirania Schiede 1836